# Кумаґай Сакі
Кумаґай Сакі   (яп. 熊谷 紗希, 17 жовтня 1990) — японська футболістка, олімпійська медалістка.

## Виступи на Олімпіадах
| Олімпіада   | Дисципліна | Місце |
| ----------- | ---------- | ----- |
| Лондон 2012 | футбол     | 2     |